# Phare de Livourne (digue courbe nord)
Le phare de la digue courbe (nord) (en italien : Faro dismesso della Diga Curvilinea) est un feu actif situé à l'extrémité de la digue nord faisant face à l'entrée du port de Livourne (province de Livourne), dans la région de Toscane en Italie. Il est géré par la Marina Militare.

## Histoire
L'ancien phare, mis en service en 1857, est une tour octogonale en pierre de 20 m de haut centrée sur une base circulaire en pierre de deux étages érigée à la fin des travaux du brise-lames incurvée. Il a été remplacé par une tourelle métallique, située devant l'ancien phare, en 1927.
Il est entièrement automatisé et alimenté par des panneaux photovoltaïques.

## Description
Le phare actuel  est une tourelle cylindrique en métal de 5 m de haut, avec lanterne, adjacente à l'ancienne tour. La tourelle est peinte en bande horizontale rouge et verte. Il émet, à une hauteur focale de 7 m, un éclat rouge et vert, selon direction, toutes les 3 secondes. Sa portée est de 5 milles nautiques (environ 9.5 km).
Identifiant : ARLHS : ITA-283 ; EF-1941 - Amirauté : E1370 - NGA : 7884 .

## Caractéristiques dufeu maritime
Fréquence : 3 s (RG)
- Lumière : 1 seconde
- Obscurité : 2 secondes

|                         |
| Port de Livourne (plan) |

|                        |
| Diga Curvilinea (nord) |

### Lien connexe
- Liste des phares de l'Italie